# Пепелища
 Тази статия е за романа на Стефан Жеромски.  За филма на Анджей Вайда вижте Пепелища (филм).  
„Пепелища“ (на полски: Popioły) е роман на полския писател Стефан Жеромски, публикуван през 1902 година.
Епичният исторически сюжет включва множество сюжетни линии, представящи полското общество в епохата на Наполеоновите войни. През 1965 година по романа е заснет филмът „Пепелища“ на Анджей Вайда.
„Пепелища“ е издаден на български през 1958 година в превод на Димитър Икономов.